# Cimișlia járás
Cimișlia járás (oroszul: Чимишлийский район, ukránul: Чимішлійський район) közigazgatási egység Moldovában. Közigazgatási központja Cimișlia város.

## Fekvése
Az ország déli részén helyezkedik el. Északról Hîncești és Ialoveni járások, nyugatról Leova járás, keletről Căuşeni járás délről pedig Gagauzia, Basarabeasca járás és az ukrajnai Odesszai terület határolja.

## Lakosság
| Nemzetiségek        | 2004  | 2004   |
| ------------------- | ----- | ------ |
| Moldávok            | 52972 | 86,95% |
| Ukránok             | 3376  | 5,54%  |
| Oroszok             | 2371  | 3,89%  |
| Bolgárok            | 1341  | 2,20%  |
| Románok             | 331   | 0,54%  |
| Gagauzok            | 278   | 0,46%  |
| Tatárok             | 95    | 0,16%  |
| Egyéb nemzetiségűek | 161   | 0,27%  |
| Összesen            | 60925 | 100,0% |

## Közigazgatási beosztás
Cimișlia járás 1 városból, 22 községből és 16 faluból áll.
Városok
- Cimișlia.

Községek
- Albina, Batîr, Cenac, Ciucur-Mingir, Codreni, Ecaterinovca, Gradiște, Gura Galbenei, Hîrtop, Ialpujeni, Ivanovca Nouă, Javgur, Lipoveni, Mihailovca, Porumbrei, Sagaidac, Satul Nou, Selemet, Suric, Topala, Troițcoe, Valea Perjei.

Falvak
- Artimonovca, Bogdanovca Nouă, Bogdanovca Veche, Coștangalia, Dimitrovca, Fetița, Ialpug, Iurievca, Marienfeld, Maximeni, Mereni, Munteni, Prisaca, Sagaidacul Nou, Schinoșica, Zloți (vasútállomás).

## Külső hivatkozások
- Népszámlálási adatok Archiválva 2016. június 11-i dátummal a Wayback Machine-ben
- A járás hivatalos honlapja

1. ↑  2014 Moldovan census, 2017